# Lijst van voetbalinterlands Afghanistan - Bangladesh
Deze lijst van voetbalinterlands is een overzicht van alle officiële voetbalinterlands tussen de nationale teams van Afghanistan en Bangladesh. De landen hebben tot op heden tien keer tegen elkaar gespeeld. De eerste ontmoeting was op 12 januari 1979 in Dhaka tijdens de kwalificatie voor de Azië Cup 1980. Het laatste duel, een vriendschappelijke wedstrijd, vond plaats op 7 september 2023 in Comilla.

## Wedstrijden
| №  | Plaats     | Datum             | Competitie                          | Wedstrijd                | Uitslag |
| -- | ---------- | ----------------- | ----------------------------------- | ------------------------ | ------- |
| 1  | Dhaka      | 12 januari 1979   | Azië Cup 1980 kwalificatie          | Bangladesh − Afghanistan | 2 − 2   |
| 2  | Dhaka      | 16 januari 1979   | Azië Cup 1980 kwalificatie          | Bangladesh − Afghanistan | 4 − 1   |
| 3  | Bisjkek    | 5 mei 2008        | AFC Challenge Cup 2008 kwalificatie | Bangladesh − Afghanistan | 0 − 0   |
| 4  | Colombo    | 6 juni 2008       | Zuid-Azië Cup 2008                  | Bangladesh − Afghanistan | 2 − 2   |
| 5  | Dhaka      | 2 juni 2015       | Vriendschappelijk                   | Bangladesh − Afghanistan | 1 − 1   |
| 6  | Trivandrum | 24 december 2015  | Zuid-Azië Cup 2015                  | Afghanistan − Bangladesh | 4 − 0   |
| 7  | Doesjanbe  | 10 september 2019 | WK 2022 kwalificatie                | Afghanistan – Bangladesh | 1 – 0   |
| 8  | Doha       | 3 juni 2021       | WK 2022 kwalificatie                | Bangladesh − Afghanistan | 1 − 1   |
| 9  | Dhaka      | 4 september 2023  | Vriendschappelijk                   | Bangladesh − Afghanistan | 0 − 0   |
| 10 | Comilla    | 7 september 2023  | Vriendschappelijk                   | Bangladesh − Afghanistan | 1 − 1   |

## Samenvatting
| Competitie                     | Totaal gespeeld | Winst Afghanistan | Gelijk | Winst Bangladesh | Doelsaldo Afghanistan – Bangladesh |
| ------------------------------ | --------------- | ----------------- | ------ | ---------------- | ---------------------------------- |
| WK-kwalificatie                | 2               | 1                 | 1      | 0                | 2 − 1                              |
| Azië Cup-kwalificatie          | 2               | 0                 | 1      | 1                | 3 − 6                              |
| AFC Challenge Cup-kwalificatie | 1               | 0                 | 1      | 0                | 0 − 0                              |
| Zuid-Azië Cup                  | 2               | 1                 | 1      | 0                | 6 − 2                              |
| Vriendschappelijk              | 3               | 0                 | 3      | 0                | 2 − 2                              |
| Totaal                         | 10              | 2                 | 7      | 1                | 13 − 11                            |

Wedstrijden bepaald door strafschoppen worden, in lijn met de FIFA, als een gelijkspel gerekend.